# 아마이드교환 반응
아마이드교환 반응(영어: transamidification)은 유기화학에서 펩타이드, 아마이드 또는 에스터 화합물의 하위 단위를 다른 아민 또는 지방산과 교환하여 새로운 아마이드나 펩타이드를 생성하는 과정이다. 아마이드교환, 트랜스아마이드화라고도 한다. 이 공정은 유화제, 분산제, 석유 시추 유체의 생산에 사용되었다.

## 같이 보기
- 알킬교환 반응
- 에스터교환 반응